# Stomach House
La maison T-Stomach, dessinée par Naoki Terada (Architect/ Designer) et les architectes de chez Teradadesign, est située dans la ville de Tokorozawa, dans la préfecture de Saitama, en banlieue de Tokyo. Les travaux terminés en mai 2006, offre une demeure d’environ 186 mètres carrés, et s’inspire du système digestif humain dans l’articulation de ses pièces. 
Ainsi, les 645 mètres carrés du terrain accueillent cette maison qui se développe en forme de « S », dans un enchaînement d’espaces privés et publics qui tournent en leur centre autour d’un plan d’eau, point focal d’une partie de l’éclairage de la maison. Ayant commencé le design de la maison par l’intérieur, il a décidé de continuer ses lignes modernes jusqu’à sa composition extérieure, en utilisant surtout le bois et une structure d’acier. Ceci contraste fortement avec l’architecture traditionnellement japonaise du reste du voisinage. S’intéressant  davantage au fini (mat ou poli) qu’à la matière, il a traité l’ensemble des murs planchers et plafonds à la résine d’époxy et d’uréthane, conférant une couleur verte brillante à l’ensemble de l’intérieur. Le projet incluant aussi la sélection de la décoration, des meubles à la vaisselle, le look épuré et moderne de l’ensemble s’y répète encore, donnant une touche presque enfantine à l’ensemble. 
Premier projet architectural du designer, cette demeure privée a été commissionnée par son beau-frère, dont la seule demande était que l’espace soit divisé en une grande pièce. Terada aimant remettre en question les demandes de ses clients et les faire réagir, il a donc désigné cette enfilade de pièces sur un même étage. En même temps qu’elle rappelle le système digestif, ce sont aussi les rues étroites de Tokyo qui ont influencé le design de la maison.